# Лонгвуд (Флорида)
Лонгвуд (енгл. Longwood) град је у америчкој савезној држави Флорида. По попису становништва из 2010. у њему је живело 13.657 становника.

## Демографија
Према попису становништва из 2010. у граду је живело 13.657 становника, што је 88 (0,6%) становника мање него 2000. године.
| Група             | 2000.          | 2010.          |
| Белци             | 11.145 (81,1%) | 10.123 (74,1%) |
| Афроамериканци    | 495 (3,6%)     | 702 (5,1%)     |
| Азијати           | 340 (2,5%)     | 460 (3,4%)     |
| Хиспаноамериканци | 1.519 (11,1%)  | 2.152 (15,8%)  |
| Укупно            | 13.745         | 13.657         |